# Al Jabal al Akhdar
Al Jabal al Akhdar (en arabe : الجبل الأخضر) est l'une des chabiyat (districts) de Libye. Il se situe au nord-est du pays.
Sa capitale est El Beïda.

## Historique
Sur son territoire, près de la ville de Shahhat, se trouvent les vestiges de l'antique colonie grecque de Cyrène et de la ville voisine d'Apollonia, un important port de la Méditerranée pendant l'Antiquité.

## Évolution du découpage administratif
Les limites de ce district ont été peu modifiées entre l'organisation administrative de 2001 (repère 4 sur la carte de gauche) et celle de 2007 (repère 3 sur la carte de droite).

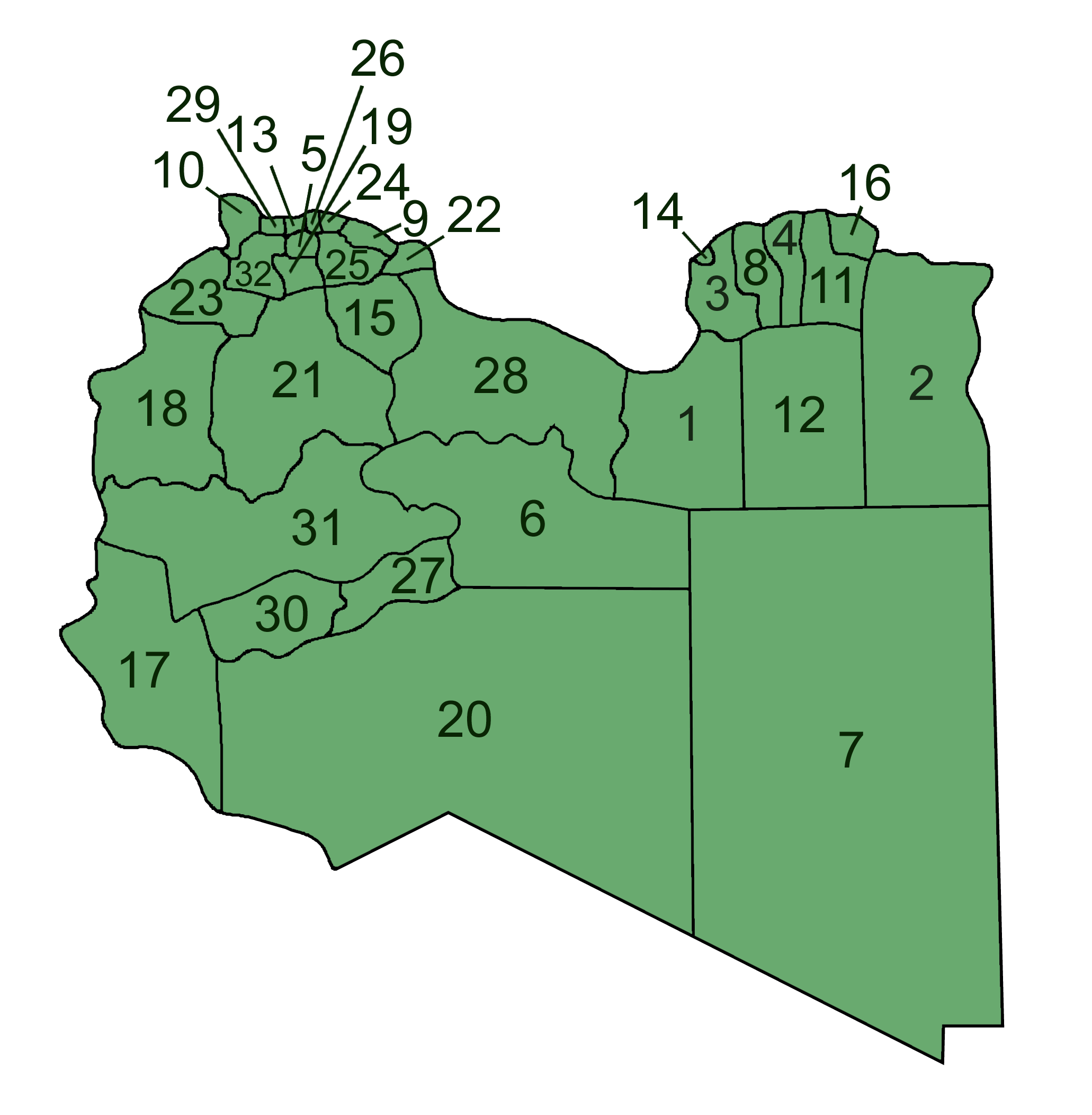
Carte des 32 districts (chabiyat) de Libye (de 2001 à 2007)

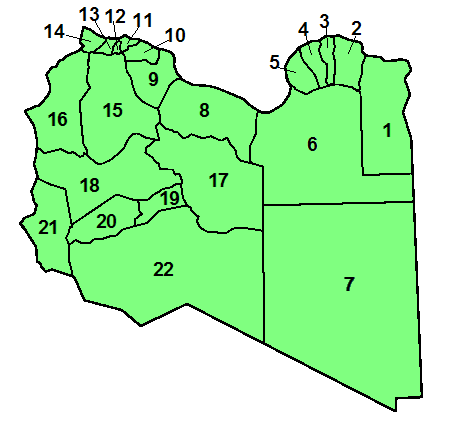
Carte des 22 districts (chabiyat) de Libye (depuis 2007)

## Villes et villages du district
Ahqaf al Jabbarat, Ahqaf al Jabhiyah, Ahqaf ar Ruzat, Al Bayda', Al Fa'idiyah, Al Haniyah, As Safsaf, At Taban, Bi'r Bin Ghunaymah, Kaf Miyas, Khadra', Kuhuf Tuhudiyah, Mansurah, Marawah, Massah, Qandulah, Qaryat `Umar al Mukhtar, Qirnadah, Shahhat, Suluntah, Susah, `Umar al Mukhtar, Zawiyat al `Urqub